# Patokpicis
Patokpicis is een bestuurslaag in het regentschap Malang van de provincie Oost-Java, Indonesië. Patokpicis telt 6241 inwoners (volkstelling 2010).